# Ogród deszczowy

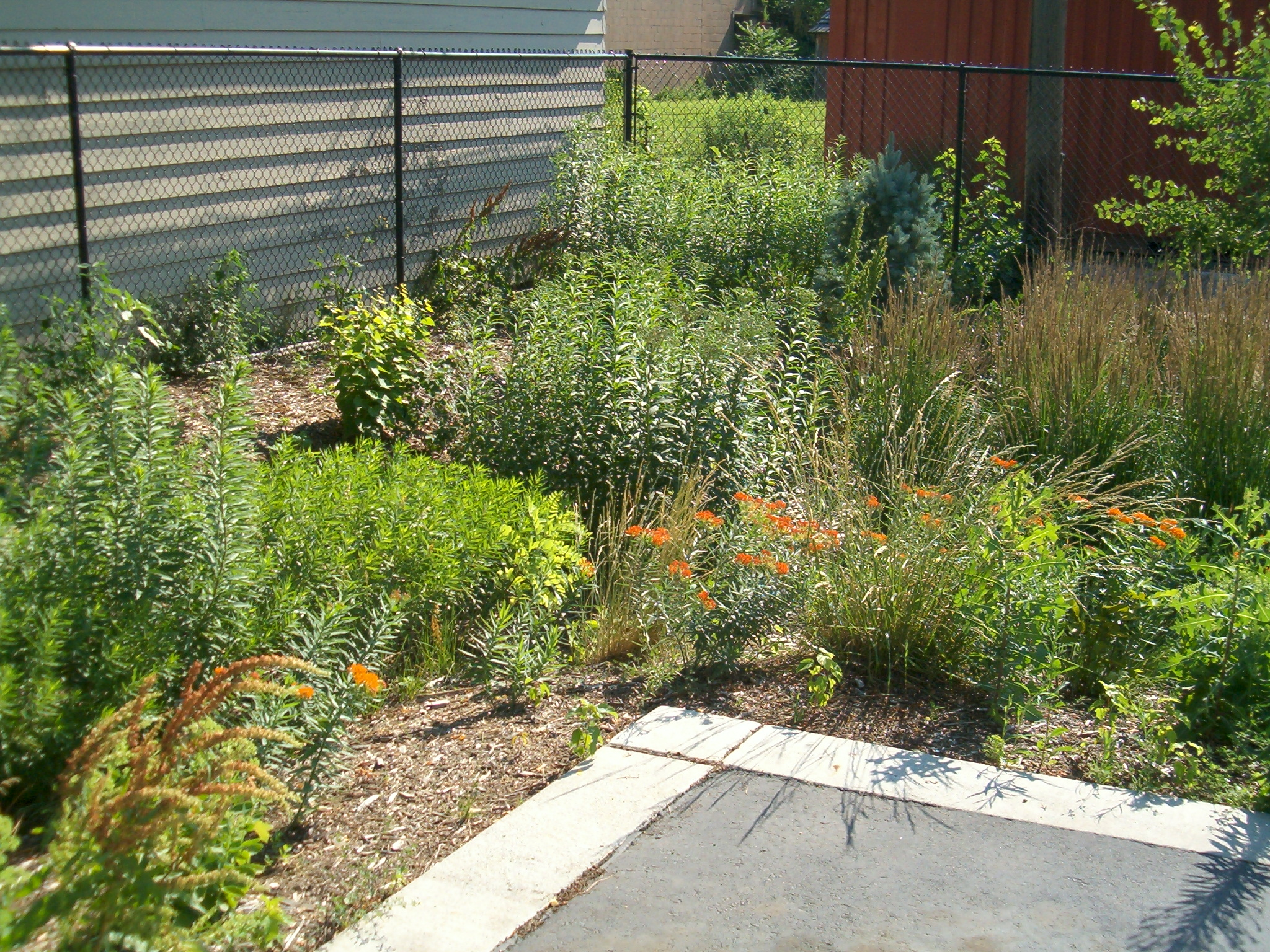
Parking samochodowy odprowadzający wodę do ogrodu deszczowego. Krawężnik ogranicza nawierzchnię asfaltową, ale jednocześnie pozwala wodzie wypływać poza krawędź nawierzchni.

Ogród deszczowy – forma aranżacji terenu i jedna z form ogrodów wodnych oraz zrównoważonego systemu retencjonującego wodę. Ogrody deszczowe zbierają wodę deszczową i stopniowo oddają ją do ekosystemu. Mogą być budowane w różnej wielkości pojemnikach, a także wprost w gruncie jako projektowane obszary bioretencyjne. Przybierać mogą wówczas formę niewielkiego zagłębienia, które przez zaprojektowany system warstw o różnej przepuszczalności i chłonności wody, imitują procesy występujące w naturalnych miejscach okresowego zbierania się nadmiaru wody.

## Opis
Ogród deszczowy zazwyczaj instaluje się przy wylocie rynny (ewentualnie tarasu wegetacyjnego) lub systemu odzysku wody deszczowej. Poprzez swoją konstrukcję ma właściwości odbierania nieregularnych napływów wody, tym samym zapobiegając skutkom burz i nawałnic. Zazwyczaj jest przeznaczony do oczyszczania wody przed właściwą infiltracją. Jest to jedno z zalecanych urządzeń w ekologicznych ogrodach i miastach, może zawierać w sobie mały, bardziej wodoszczelny obszar stopniowo oddający nagromadzoną wodę.
- Ogród deszczowy może zawierać strefę wodoszczelną, która zatrzymuje wodę przez dłuższy czas na jego dnie.
- Może być połączony z innymi urządzeniami hydrotechnicznymi zielonej infrastruktury, na przykład za pomocą rowów bioretencyjnych.
- Zazwyczaj jest miejscem nasadzenia specjalnie dobranych różnych gatunków roślin: hygrofitów lub rzadziej helofitów czy hydrofitów.
- Jest budowany dla przyjmowania wód spływających z dachów, jezdni, chodników i innych powierzchni o ograniczonej retencji przy obfitych opadach.
- Pełni funkcję oczyszczającą wodę przed odprowadzeniem jej dalej do gruntu lub dalszych cieków i zbiorników wodnych.